# Kareda
Kareda (em estoniano:  Kareda vald) é um município rural estoniano localizado na região de Järvamaa.